# Флокс (Звёздный путь)
Флокс (англ. Phlox) — персонаж фантастического телевизионного сериала «Звёздный путь:Энтерпрайз».

## Основные сведения
Представитель денобуланской расы Флокс присутствовал на Земле как участник Межрасового Медицинского Обмена до службы на «Энтерпрайзе». Как участник Обмена, он регулярно переписывался со своим коллегой и человеческим представителем на Денобуле, Доктором Лукасом (после зиндийской атаки на Землю Доктор Лукас был отозван с Денобулы и переведён на земную криокамеру хранения, известную как «Холодная Станция 12»).
У Доктора Флокса есть три жены, каждая из которых имеет по два других мужа. Только одна из его жён, Фиизал, была показана в сериале. У Флокса есть пятеро детей: две дочери (обе пошли по его стопам и работают на медицинском поприще) и три сына (с одним из своих сыновей по имени Меттус Флокс не разговаривал уже очень давно).
Доктор Флокс открыт к инопланетным культурам и расам (даже к антаранцам — расе, с которой денобуланцы однажды воевали). Его медотсек содержит целый зоопарк межпланетных животных, некоторые из которых используются в качестве еды для тех животных, которые применяются для получения некоторых лекарств. Он любопытен и имеет странное чувство юмора.
Флокса также интересует религия: однажды он молился вместе с монахами, посетившими «Энтерпрайз»; провёл неделю с монахами в тибетском монастыре; посетил мессу в базилике Святого Петра в Риме и наблюдал за ритуалом Тал'Шара в вулканском поселении в Саусалито.
В течение сериала постепенно были показаны физические способности Флокса. Он может практически не спать, а лишь ежегодно впадать в подобие спячки, которая длится шесть дней. Также он прекрасно контролирует лицевые мышцы, так как может открыть рот гораздо шире, чем люди (невероятно широкая улыбка была продемонстрирована в эпизоде «Разорванный круг»). Находясь в одиночестве, его народ склонен испытывать весьма правдоподобные галлюцинации (это было продемонстрировано в эпизоде «Врачебные предписания»). Во время опасности Флокс смог раздуть свою голову, словно иглобрюхая рыба, тем самым отпугнув врагов (это было продемонстрировано в эпизоде «Возвращение домой»).

## Зеркальная Вселенная
В Зеркальной Вселенной Флокс совсем не такой мирный и дружелюбный персонаж, каким он представлен нам в Реальной Вселенной. «Зеркальный Флокс» одевается в строгую чёрную униформу из кожи, в отличие от той гражданской одежды, что носил «Реальный Флокс». «Зеркальный Флокс» полным отсутствием морали напоминает Йозефа Менгеле: он проводит жуткие эксперименты над живыми инопланетными существами в своём медотсеке, который напоминает камеру ужасов. Когда звездолет «Энтерпрайз» был уничтожен толианцами, Флокс вместе с остальными выжившими перешёл на похищенный «Дефайент». В конце концов «Зеркальная Т'Пол» и «Зеркальный Совал» убедили его присоединиться к Восстанию против Империи Человека и Флокс попытался совершить на корабле диверсию, но был остановлен Трипом.